# Ятімов Рустам Боборахімович
Рустам Боборахімович Ятімов (тадж. Рустам Боборахимович Ятимов, нар. 13 липня 1998, Нижній Новгород, Росія) — таджицький футболіст, воротар російського клубу «Ростов» та національної збірної Таджикистану з футболу.

## Ігрова кар'єра

### Клубна
Рустам Ятімов народився у Нижньому Новгороді. Пройшов через міську футбольну академію «Олімпієць». У 2018 році Ятімов перебрався до Таджикистану, де приєднався до столичного клубу «Істіклол». З яким підписав контракт до 2020 року. В подальшому воротар продовжував дію контракт з клубом. В складі «Істіклола» Ятімов виграв всі національні титули.
Влітку 2024 року Ятімов повернувся до Росії, де став гравцем клубу «Ростов». 20 липня у домашньому матчі проти ЦСКА Ятімов зіграв першу гру в чемпіонаті Росії.

### Збірна
У 2018 році Рустам Ятімов отримав паспорт громадянина Таджикистану. Того ж року провів три гри у складі олімпійської збірної Таджикистану. 7 червня 2019 року у товариському матчі проти команди Афганістану Ятімов дебютував у національній збірній Таджикистану. У 2023 році воротар потрапив до заявки національної збірної для участі в Кубку Азії.

## Титули
Істіклол
 Чемпіон Таджикистану (7): 2018, 2019, 2020, 2021, 2022, 2023, 2024
 Переможець Кубка Таджикистану (4): 2018, 2019, 2022, 2023
 Переможець Суперкубка Таджикистану (5): 2019, 2020, 2021, 2022, 2024
Індивідуальні
- Кращий воротар чемпіонату Таджикистану: 2023[6]